# Tage Erlander
Tage Fritjof Erlander, född 13 juni 1901 i Ransäter i Värmlands län, död 21 juni 1985 i Stockholm, var partiledare för Sveriges socialdemokratiska arbetareparti och Sveriges statsminister 1946–1969. Med drygt 23 år på posten som svensk statsminister var Tage Erlander länge den regeringschef bland alla världens parlamentariska demokratier, som i oavbruten följd suttit längst på sin post. Han var ledamot av Sveriges riksdag 1932–1973.

## Uppväxt

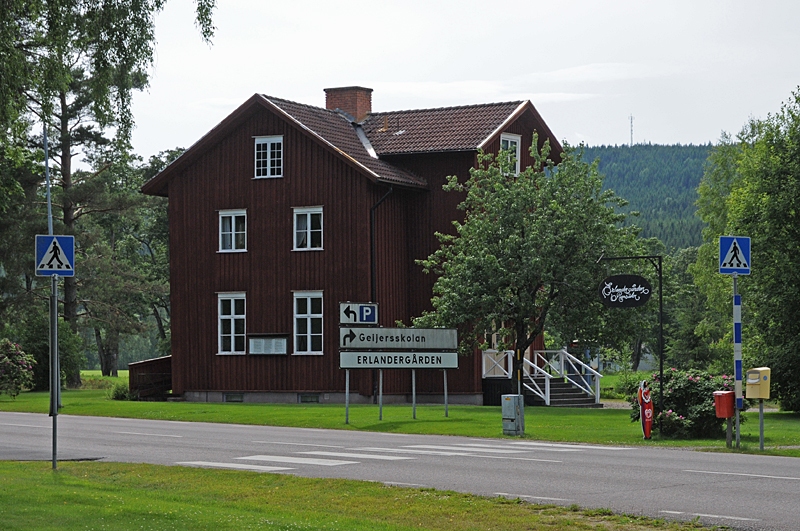
Erlandergården, Erlanders födelseort, barndomshem och skolhus, sedan 1990 är huset ett museum

Erlander var son till folkskolläraren och kantorn Erik Gustaf Erlander (1859–1936) och Alma Nilsson (1869–1961). Han var det tredje barnet av fyra; hans syskon var Janne (1893–1912), Anna (1894–1972) och Dagmar (1904–1988). Erlanders släkt på hans mormors sida härstammade från en så kallad svedjefinne. Tage Erlanders far hette Andersson från början – efter sin far Anders Erlandsson – men ändrade namnet till Erlander.
Erlander föddes den 13 juni 1901, på översta våningen i huset som nu heter Erlandergården. Hans familj bodde på den våningen under stora delar av hans barndom, och han gick i skolan på nedervåningen.

## Utbildning

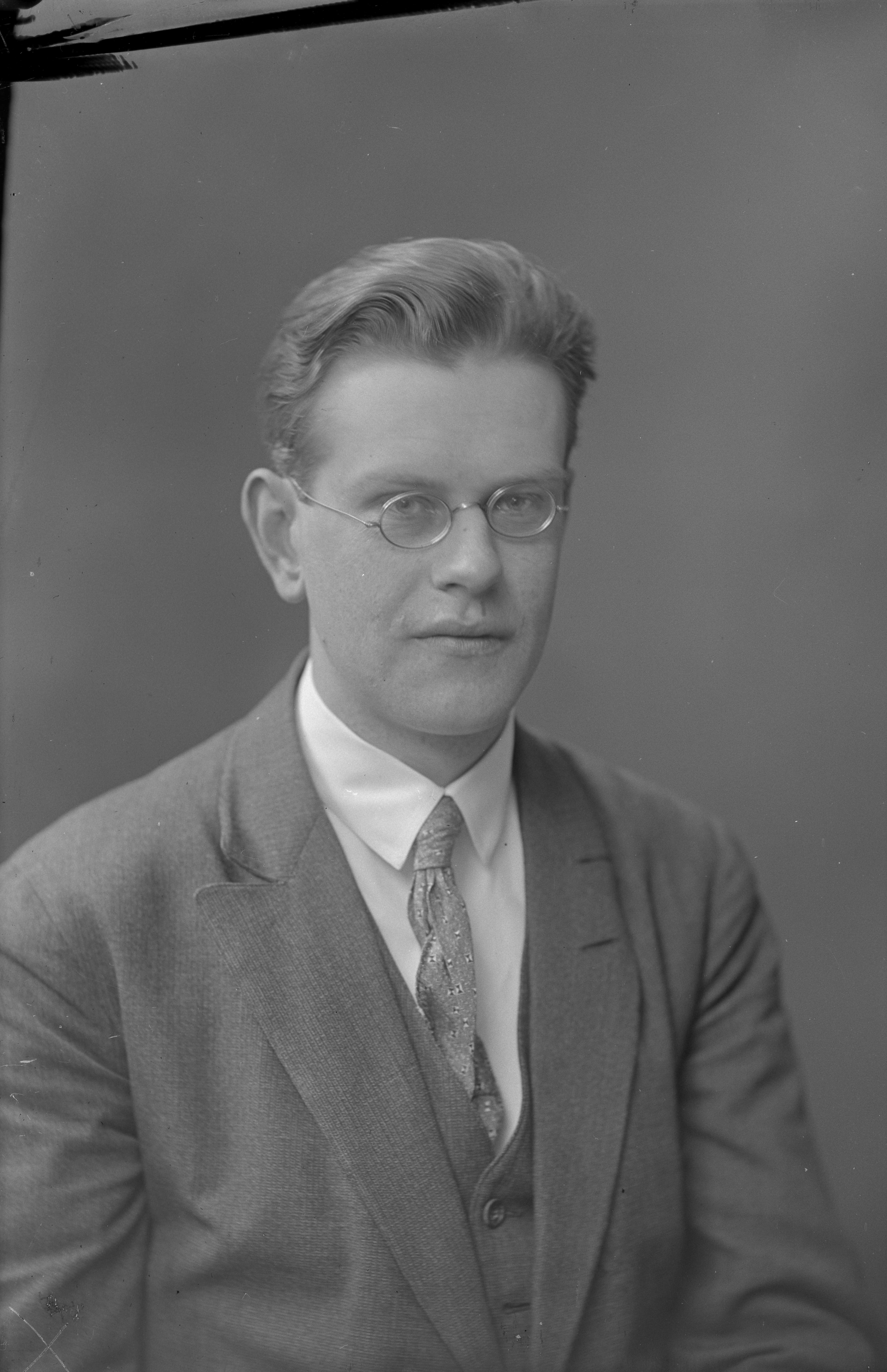
Tage Erlander i april 1925.

Erlander avlade studentexamen vid Karlstads högre allmänna läroverk 1920 och skrev på hösten samma år in sig vid Lunds universitet. I Lund studerade Tage Erlander till en början fysik och kemi under bland annat Manne Siegbahn. Han avbröt studierna för värnplikt på Första livgrenadjärregementet (I 4) 1921–1922 på kulsprutekompaniet i Linköping. Vid återkomsten till studierna blev Erlander 1923 ordförande i det då nystartade Lunds matematiska sällskap, där han även lärde känna sin blivande fru Aina Andersson.
Under våren år 1925 tappade Erlander allt mer intresset för fysik. År 1927 tenterade han statsvetenskap och sommaren 1928 nationalekonomi och statistik. I september 1928 avlade han kandidatexamen baserad på dessa tre ämnen.
Erlander kom i kontakt med socialdemokratin i samband med sina studier i Lund. Det var där han kom att bli socialdemokrat, även om det dröjde till 1928 innan han löste medlemskap i partiet. I sina memoarer framhåller han framförallt brutaliteten från polismaktens sida under lantarbetarstrejkerna utanför Lund 1923 som en skakande erfarenhet vilken formade hans politiska världsbild och fick honom till att överge den radikala liberalism han tidigare förhållit sig till.
Han var aktiv i studentpolitiken, bland annat som ordförande i den kulturradikala studentföreningen De Yngre Gubbarna (D.Y.G.) och han var även liksom fästmön Aina medlem i vänsterföreningen Clarté. Han var även aktiv på sin nation och fungerade som kurator för Wermlands nation 1926-1929; i egenskap av detta ämbete bidrog han till att skapa Kuratorskollegiet 1927 och Stora Kuratorskollegiet 1928.
Efter kandidatexamen 1928 blev han samma år anställd vid Svensk Uppslagsbok i Malmö, där han blev redaktionssekreterare och satt i redaktionskommittén 1932–1938 (från och med band nummer 7).

## Tidiga politikeruppdrag

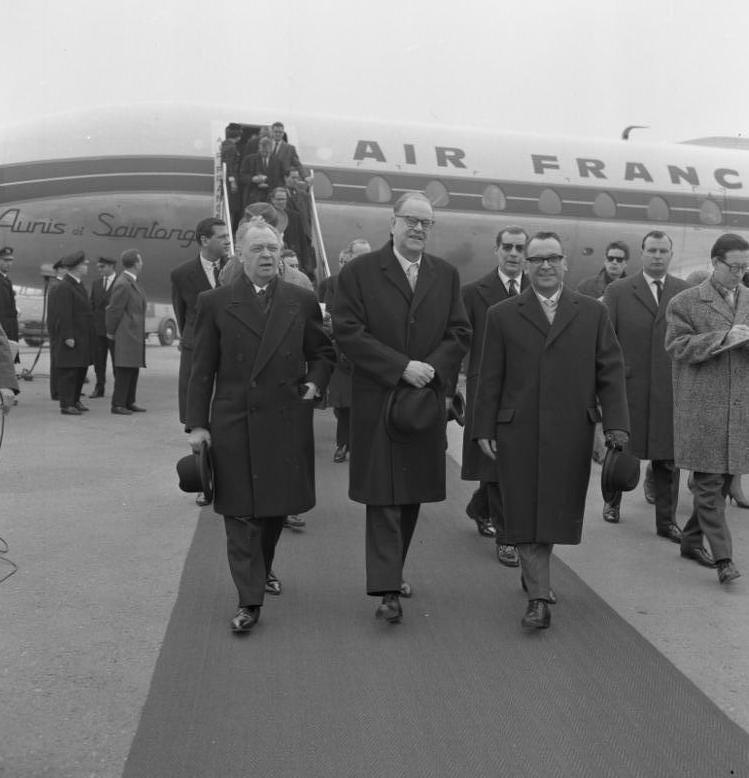
Tage Erlander på regeringsbesök i München 1964.

1930 invaldes Erlander i Lunds stads stadsfullmäktige och 1932 i andra kammaren i riksdagen som representant för fyrstadskretsen. 1937 blev han sakkunnig i Socialdepartementet under Gustav Möller och 1938 utsågs han till statssekreterare.
Som statssekreterare vid socialdepartementet var Erlander en av de högst ansvariga för 14 hemliga interneringsläger i Sverige under andra världskriget. Erlander var högst delaktig i lägren och deras utformning. Erlander skrev senare om dem i sina memoarer som gavs ut på 1970-talet, men författaren Niclas Sennerteg sade i samband med utgivningen av boken Svenska koncentrationsläger i Tredje rikets skugga (2008) att den bild som Erlander gav i memoarerna inte stämmer med verkligheten. Sennerteg hävdade att Erlander "fick regelbunden information om vad som hände i lägren långt innan han påstår".

## Statsråd
År 1944 utsågs Erlander till konsultativt statsråd (biträdande socialminister) med ansvar för frågor rörande arbetsmarknaden, polisväsendet och civilförsvaret i samlingsregeringen under ledning av Per Albin Hansson, och året därpå blev han ecklesiastikminister när samlingsregeringen upplöstes och en socialdemokratisk enpartiregering bildades.

## Partiledare och statsminister
Då den tidigare statsministern Per Albin Hansson hastigt avlidit i oktober 1946 valdes Erlander överraskande till ny partiledare och blev därmed statsminister. Kampen med socialminister Gustav Möller om partiledarskapet var hård, men Erlander, som själv egentligen var ovillig att bli partiledare, var den som hade störst stöd både i partistyrelsen och i riksdagsgruppen. Vid utnämnandet var Erlander nästan totalt okänd hos allmänheten. Många trodde att han skulle avgå efter andrakammarvalet 1948, eftersom han var allmänt okänd och att det skulle bli svårt för honom att axla Hanssons mantel. 

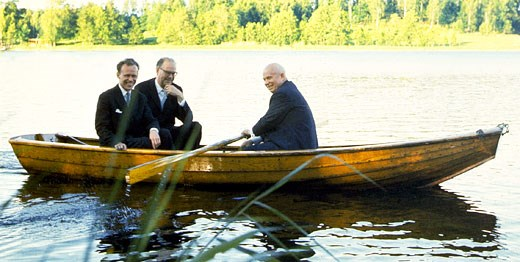
Nikita Chrusjtjov, Sovjetunionens parti- och regeringschef, vid årorna i Harpsundsekan på Harpsund tillsammans med Tage Erlander och en tolk 1964.

Erlander påverkade mer än någon annan politiker Sveriges utveckling de första årtiondena efter andra världskriget. Som partiledare hade Erlander, efter elddopet i valet 1948, en obestridd ställning baserad på hans kombination av saklighet, initiativrikedom och agitatorisk styrka.
Erlanders första regering var den första som fick en kvinnlig minister, nämligen Karin Kock, folkhushållningsminister 1948–1949. Erlander erkände att kvinnor måste vara en del av politiken och inkluderade totalt fem stycken i sina regeringar, men han var ofta oense med exempelvis Ulla Lindström. De två första kvinnliga statsråden satt inte i hans regering särskilt länge, och först 1967 var två kvinnor statsråd samtidigt.
Även om Erlander och folkpartiets ledare Bertil Ohlin var överens i många politiska frågor utvecklade de en fiendskap som anses vara en av de mest uppmärksammade i svensk historia. Debatterna mellan de två, bland annat i Vasaparken där de möttes i valdebatter med start 1948, blev välkända.
Erlander försökte åstadkomma en större riksdagsmajoritet och lyckades med detta genom den koalitionsregering mellan Socialdemokraterna och Bondeförbundet, regeringen Erlander II, som regerade 1951–1957. Samarbetet mellan bondeförbundsledaren Gunnar Hedlund och Erlander präglades av ömsesidigt förtroende. Att koalitionen upplöstes 1957 berodde på oenighet mellan partierna i pensionsfrågan. Striden om nytt pensionssystem ledde till både folkomröstning 1957 och extraval 1958, innan Socialdemokraterna kunde genomdriva sin föredragna lösning med allmän tilläggspension (ATP).
1953 anställde Erlander den unge Olof Palme som medarbetare vid sitt kansli, varefter de båda utvecklade en nära relation. Även efter att Palme blivit statsråd 1963 var han ett viktigt politiskt och mänskligt stöd för Erlander, som i sin tur kom att verka för att Palme skulle bli hans efterträdare som partiledare.
Erlander myntade under 1960-talet uttrycket "det starka samhället" som innebar en växande offentlig sektor, men utan förstatligande av näringslivet. Han menade med orden "de stigande förväntningarnas missnöje", att folkets ökade välfärd ledde till krav på ökade samhällsinsatser.
1955 hölls en folkomröstning om Sverige skulle gå över till högertrafik. Trots lågt valdeltagande med 52,9 röstade överväldigande 82,9 procent nej. Trots detta röstade riksdagen 1963 om bytet och det gick igenom, 294 röster för och 50 emot. Det väckte motreaktioner, varpå Erlander svarade, "Folkomröstningen var ändä bara rådgivande." Kostnaden för bytet skulle bli 600 miljoner kronor. Den 3 september 1967, en händelse känd som Dagen H, inträffade bytet.
Erlander ledde sitt parti genom sju riksdagsval; i det sista, andrakammarvalet 1968, fick Socialdemokraterna över 50 procents väljarstöd. Fram till oktober 1969 förblev han både partiledare och statsminister innan han frivilligt avgick och efterträddes av Olof Palme. Han satt längre än vad någon annan regeringschef gjort oavbrutet i länder med parlamentarisk demokrati.

### Utrikespolitik
Erlander stod för neutralitetspolitik, välfärdspolitik och var anhängare av nordiskt samarbete, till en början genom försök att inrätta ett nordiskt försvarsförbund och senare i Nordiska rådet.
År 1952 besökte Erlander president Harry S. Truman och blev den första svenska statsministern som träffade en amerikansk president. Han träffade senare Dwight D. Eisenhower, John F. Kennedy och Lyndon B. Johnson.
År 1948 erkände Sverige Israel som ett legitimt land och 1951 etablerade Sverige en ambassad där. Erlander blev 1962 den första svenske statsministern att besöka Israel.

### Socialdemokratins opinionsstöd under Tage Erlander
Under Erlanders tid som partiordförande genomlevde partiet för det mesta höga och stabila opinionssiffror. Dock fick inte Socialdemokraterna tillsammans med Sveriges Kommunistiska Parti majoritet i andra kammaren vid valen åren 1952 och 1956.
| SAP:s valresultat till andra kammaren under Tage Erlander mellan 1948 och 1968 |
|                                                                                |
| Valresultat noterade i procent.                                                |

Vid kommunalvalen år 1966 fick Socialdemokraterna endast 42,2 procent, vilket var det lägsta resultatet under lång tid, och under en kort period övervägde partiet ett omval till andra kammaren. När Sifo började publicera sin väljarbarometer varje månad i Svenska Dagbladet år 1967 stod det klart att opinionsläget fortfarande var kvar runt valresultatet året innan. Först någon månad innan andrakammarvalet år 1968 började opinionsstödet öka nämnvärt, men i slutänden fick Socialdemokraterna mycket oväntat hela 50,1 procent i valet till andra kammaren, det näst högsta valresultatet någonsin, samtidigt som VPK gjorde ett dåligt val och endast fick 3 procent.

## Privatliv

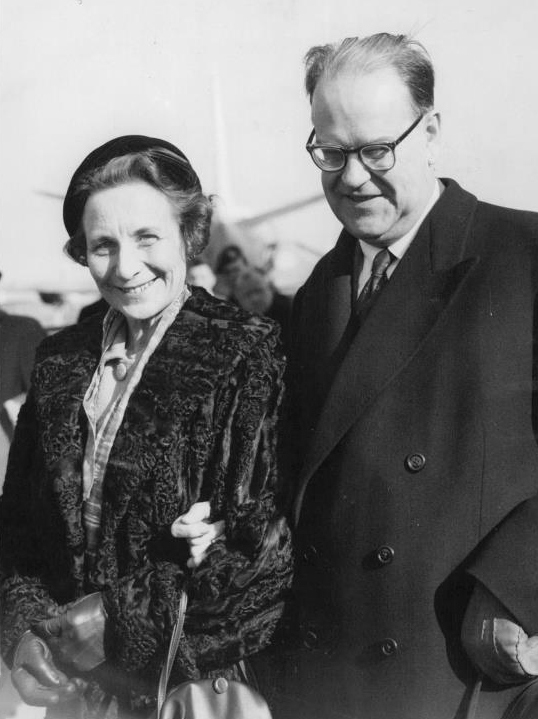
Tage Erlander med hustrun Aina, 1964.

Erlander gifte sig den 9 juni 1930 med Aina Andersson och de fick tillsammans sönerna Sven (1934–2021) och Bo (1937–2014). Under barnens uppväxtår var familjen bosatt i en trerumslägenhet på Ryggåsgatan i Alvik. Paret flyttade på 1960-talet in på sjunde våningen i ett sextonvåningshus i stadsdelen Marieberg, i Stockholm, en fastighet som kom att kallas Erlanderhuset. Där levde de fram till hans död 1985. Sedan Erlander hade avgått som statsminister bodde paret även i ett hus på SSU:s kursgård Bommersvik som än i dag kallas för Erlandervillan.
Från 1972 till 1982 publicerade Erlander sina minnen i sex volymer samt ytterligare några skrifter.
Hans son Sven Erlander har gett ut sin fars dagböcker från åren 1945–1969. Dagböckerna var inte avsedda för publicering när de skrevs och i dem har Erlander skrivit ned sina innersta tankar: ständigt orolig för sin hälsa och sina sömnbesvär, tvivlande på att duga som statsminister och kritisk till människor i sin omgivning.
Erlander har kallats för "Sveriges längste statsminister" – vilket syftar på såväl hans kroppslängd (192 centimeter) som hans ämbetstid.

### Död

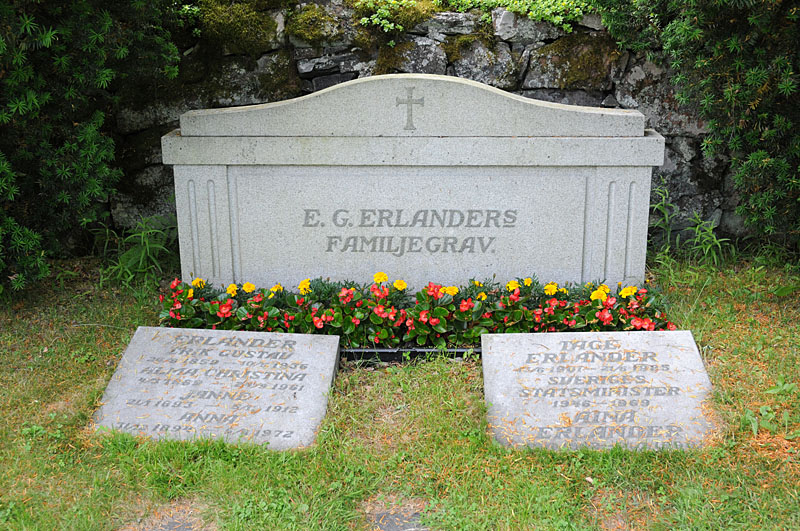
Tage Erlanders grav på Ransäters kyrkogård.

Tage Erlander avled den 21 juni 1985 av lunginflammation och hjärtsvikt på Huddinge sjukhus, där han varit inlagd i nästan två veckor. Hans död och begravning fick stor uppmärksamhet i landet. Gravsättningen ägde rum den 1 juli 1985 i familjegraven på Ransäters kyrkogård.

## Eftermäle
Erlander var en skicklig polemiker samtidigt som han hade humor och förmåga att samarbeta med motståndare.
Med 23 år och 3 dagar på posten som svensk statsminister var Tage Erlander länge den regeringschef bland alla världens parlamentariska demokratier, som i oavbruten följd suttit längst på sin post. Rekordet övertogs av Saint Vincent och Grenadinernas premiärminister Ralph Gonsalves den 1 april 2024. Erlander var dock den demokratiskt folkvalda regeringschef som satt längst under 1900-talet, och behåller ännu rekordet som den som har suttit längst bland Europas demokratiska stater.

### Platser uppkallade efter Erlander
Erlandergården i Ransäter är Erlanders barndomshem och ett skolmuseum (1987) och ett museum över Tage Erlander (1990). Den gamla vägsträckningen av riksväg 62 som går förbi Erlandergården heter Erlandervägen.
I området Värpinge i västra Lund ligger Tage Erlanders väg.
I den centralt belägna stadsdelen Haga i Karlstad fanns tidigare en längre sträckning av Götgatan än vad som idag[när?] är kvar av den. En del av Götgatan fick och har fortfarande namnet Tage Erlandergatan och sträcker sig från pråmkanalen i väster till Nygatan i öster. Däremellan är också stadens kongress- och konferensanläggning placerad. Karlstad lät uppkalla denna gata efter den Värmlandsbördige Tage Erlander då han i sin ungdom bodde och skolade sig i staden och avlade studentexamen vid läroverket där.

## Priser och utmärkelser
Erlander var nominerad till Nobels fredspris 1971, men det var Willy Brandt som fick priset det året.
Erlander tilldelades Illis quorum 1984.

## I populärkulturen
I långfilmen Hundraåringen som klev ut genom fönstret och försvann, spelas Erlander av skådespelaren Johan Rheborg.
I TV-serien En kunglig affär från 2021, som dramatiserar Haijbyaffären, spelas Erlander av skådespelaren Emil Almén.
I Netflix-serien Clark, som huvudsakligen handlar om Clark Olofsson, spelas Erlander av skådespelaren Claes Malmberg.
I barnboken Barna Hedenhös blir kungliga och Sverige får sin första regering, som utspelar sig på stenåldern, finns en stenåldersman som kallas Urlander och som har Tage Erlander som förebild.